# Cyzelowanie
Cyzelowanie – rodzaj artystycznej obróbki plastycznej metalowych rzeźb i wyrobów rzemiosła artystycznego, wykutych, odlanych, tłoczonych lub wyoblanych. 
Metoda ta ma zastosowanie do:
- wykończenia i nadania ostatecznego kształtu odlewom poprzez usunięcie niedokładności i nierówności,
- wydobycia szczegółów ozdób i rysunku ornamentu,
- nadania powierzchni odpowiedniej (z reguły gładkiej) faktury,
- wykonywania wklęsło-wypukłych wzorów i rysunków artystycznych poprzez wybijanie ich w blasze za pomocą narzędzi zwanych puncami cyzelerskimi (stosowane do zdobienia m.in.: pater, cukiernic, kielichów, tac, wazonów, ram luster)[1][2].

Do wykończenia powierzchni oprócz punc cyzelerskich używane są różnego rodzaju pilniki, dłuta, skrobaki, młotki, tarcze polerskie.
W XIX w. wyodrębnił się we Francji dział rzemiosła, zwany cyzelatorstwem, skupiający rzemieślników-cyzelerów, trudniących się wyłącznie cyzelowaniem.
W niektórych przypadkach słowo cyzelowanie odnosi się do modyfikowania raz ustalonej konfiguracji, zgodnie z bardziej doprecyzowanymi wymaganiami, dopracowywanie z pedantyczną drobiazgowością.
Słowo "cyzelowanie" pochodzi od francuskiego ciseau (przecinak, dłuto) lub ciseler (rzeźbić). Została zaadaptowana do języka polskiego prawdopodobnie poprzez niemieckie ziselieren. Nazwa zawodu to cyzelatorstwo albo cyzelerstwo, a jego przedstawiciel to cyzeler.

Znanym mistrzem cyzelerem był m.in. włoski złotnik i rzeźbiarz renesansowy Benvenuto Cellini.